# Rijkswegenbouwlaboratorium
Het Rijkswegenbouw Laboratorium was vanaf 1927 de specialistische dienst van de Rijkswaterstaat, opgericht voor en belast met het ontwikkelen van kennis van bouwmaterialen (vooral asfalt) ten behoeve van de aanleg van het autosnelwegennet in Nederland. De dienst is na een verbreding van taken in 1981 "herdoopt" in Wegbouwkundige Dienst en in 1985 in Dienst Weg- en Waterbouwkunde.

## Geschiedenis van de organisatie
Vanaf 1920 werd binnen de Rijkswaterstaat nieuwe kennis over wegen, infrastructuurplanning en mobiliteit opgebouwd teneinde het hoofdwegennet te kunnen moderniseren om zo de groeiende mobiliteit te faciliteren. Daartoe op 1 juli 1923 het District Wegentechniek ingesteld, een van de eerste specialistische diensten. Het werd een district om daarmee aan te geven dat de organisatieeënheid in beginsel tijdelijk was. Een van de producten van dit district was het uitbrengen van het eerste Rijkswegenplan in 1927. Dit plan was de aanzet van de modernisering van het net van Rijkswegen. De taak van het nieuwe district was zowel de planning en uitvoering van nieuwe projecten (Rijksweg 12 werd als eerste aangepakt) als de ontwikkeling van kennis op het gebied van materialen en van grote rivierkruisingen.
Behalve uitbreiding van het wegennet was ook verbetering nodig. Tot de jaren twintig waren de meeste wegen bestraat met klinkers, keien, steenslag of grind. De vondst van bitumen – een aardolieproduct – leidde in Engeland tot de zogenaamde macadamwegen. Ook werd daar geëxperimenteerd met een ander nieuw product: beton. De kennis werd overgebracht naar Nederland toen ingenieurs en wegentechnici in 1923 onder leiding van de Bataafse Petroleum Maatschappij een bezoek aan Engeland bracht. Amsterdam paste als eerste asfalt in de wegenbouw toe maar snel volgde de Rijkswaterstaat en de provincies. In 1933 had de RWS al ongeveer 3 miljoen m² asfaltdeklaag aangelegd. Het aandeel van betonwegen was bescheiden: weliswaar een gladder wegdek en minder onderhoud, maar reparaties waren veel moeilijker uit te voeren.
De nieuwe materialen en de noodzaak tot een drastische uitbreiding van het hoofdwegennet maakte kennisontwikkeling op het gebied van wegenbouwmaterialen binnen de Rijkswaterstaat noodzakelijk. Daarom werd  in 1927 uit het District Wegentechniek het Rijkswegenbouwlaboratorium afgesplitst met als officiële naam het Laboratorium voor Chemisch-Technologisch onderzoek voor bouwstoffen voor de wegenbouw.
Het eerste gerichte onderzoek naar wegenbouwmaterialen werd in 1926 aan de TH in Delft gedaan door de pas bij prof. dr. ir. H.J. Waterman afgestudeerde ir. A.J.P. van der Burgh op het laboratorium voor chemische technologie van de TH. In 1923 was bij diezelfde prof. Waterman ir. F.J. Nellensteyn gepromoveerd op "Bereiding en constructie van asfalt". Beide, Nellensteyn en van der Burgh zouden langdurig leiding geven aan het Rijkswegenbouwlaboratorium. De opzet van een eigen overheidslaboratorium werd grondig besproken met Waterman en Nellensteyn. Voordat het laboratorium in 1927 van start ging, begonnen de werkzaamheden informeel binnen (én op kosten van) de Technische Hogeschool. Toen in 1927 het Laboratorium als onderdeel van de Rijkswaterstaat formeel werd opgericht, was Nellensteyn de eerste directeur; hij had toen internationaal al naam gemaakt op het gebied van het nieuwe materiaal asfalt.
De werkzaamheden omvatten zowel het testen van monsters als fundamenteel onderzoek naar de materialen zowel op het gebied van asfalt als van beton. Behalve voor de Rijkswaterstaat mocht het laboratorium – tegen betaling – ook werken voor provincies en gemeenten. Gelijktijdig was er binnen de Haagse Dienst Bouw- en Woningtoezicht een laboratorium ontstaan dat zich vooral richtte op mechanisch onderzoek van bouwmaterialen. Beide laboratoria waren naast elkaar gevestigd aan de Mauritskade in Den Haag en werkten nauw samen. Behalve naar asfalt en beton werd het onderzoek uitgebreid naar andere wegenbouwmaterialen zoals wegenverf, chemicaliën en buisbeschermingsmaterialen en natuurlijk klinkers. Later werd daar het meten van stroefheid aan toegevoegd.
Na de Tweede Wereldoorlog, waarin de werkzaamheden stil vielen, werd de naam van het laboratorium formeel RijksWegenbouwLaboratorium. In 1948 werd voor de keuring van straatklinkers een aparte Dienst Straatklinkercontrole afgesplitst. Na de watersnoodramp van 1953 was ten behoeve van dijkherstel veel onderzoek naar waterbouwasfalt nodig. Dit werd het begin van het taakgebied natte Waterbouw binnen het Rijkswegenbouwlaboratorium. Door de ontwikkeling van de Deltawerken werd het belang van dit taakgebied zo groot dat In 1967 een aparte afdeling Waterbouw en Kunststoffen ontstond.Een gevolg hiervan was dat onder meer de keuring van stortten en mijnstreken een nieuwe taak werd. In 1973 werd de Dienst Straatklinkercontrole door het afgenomen belang van straatklinkers formeel opgeheven, het personeel overgeheveld naar het Rijkswegenbouwlaboratorium en een aantal resterende keuringstaken overgeheveld naar de Stichting KOMO.

#### Wegbouwkundige Dienst
In 1981 vond een grote reorganisatie op het gebied van de specialismen op het gebied van de wegenaanleg plaats. De grote toename van het aantal autosnelwegen maakte concentratie van de benodigde kennis nodig. Directie Wegen en het Rijkswegenbouwlaboratorium werden opgeheven, de bouwtaak ging naar de regionale directies en de kennis op het gebied van ontwerp, omgeving, materialen en constructie werd samengebracht in de Wegbouwkundige Dienst. Nieuwe kennisgebieden werden rationalisatie van het wegbeheer en het milieuaspect bij de aanleg en onderhoud van autosnelwegen.

#### Dienst Weg- en Waterbouwkunde
De voltooiing van de Deltawerken leidde in 1985 tot een grootscheepse reorganisatie, waarbij de Deltadienst, de waterdiensten RIZA en Dienst Waterhuishouding en Waterbeweging, en de Wegbouwkundige Dienst werden betrokken. Het Centrum voor onderzoek van Waterkeringen, en de afdeling ontwikkeling nieuwe werkmethoden van de Deltadienst werden samen met de Wegbouwkundige Dienst de nieuwe Dienst Weg- en Waterbouwkunde, die de specialistische dienst op het gebied van hoogwaardige kennis over de weg- en waterbouw (constructies, materialen en milieu).
De dienst heeft een toonaangevende rol gespeeld bij de ontwikkeling van veel innovatie in de wegenaanleg, de waterbouw en het beheer en onderhoud van het hoofdwegen- en vaarwegennet. Enkele producten zijn bijvoorbeeld het ZOAB en alle verbeteringen daarvan, maar ook beheerssystemen als het landelijke gladheidsmeldsysteem.
Als gevolg van de advisering van Wijffels over de "Grote Technologische Instituten", waarbij hij concentratie van de kennisfunctie binnen de Rijkswaterstaat met WL-Delft Hydraulics, GeoDelft en delen van TNO-Bouw en Ondergrond in een nieuw instituut Deltares adviseerde werd de Dienst Weg- en Waterbouwkunde in 2007 opgeheven. De opdrachtgeversrol, die bij de Rijkswaterstaat bleef, werd ondergebracht in de Dienst Verkeer en Scheepvaart.